# Lýza
Lýza (lyze, z řec. lysis – rozpouštění) je rozklad či destrukce, a to nejčastěji smrt buněk v důsledku rozpadu jejich vnější membrány.

## Druhy lýzy

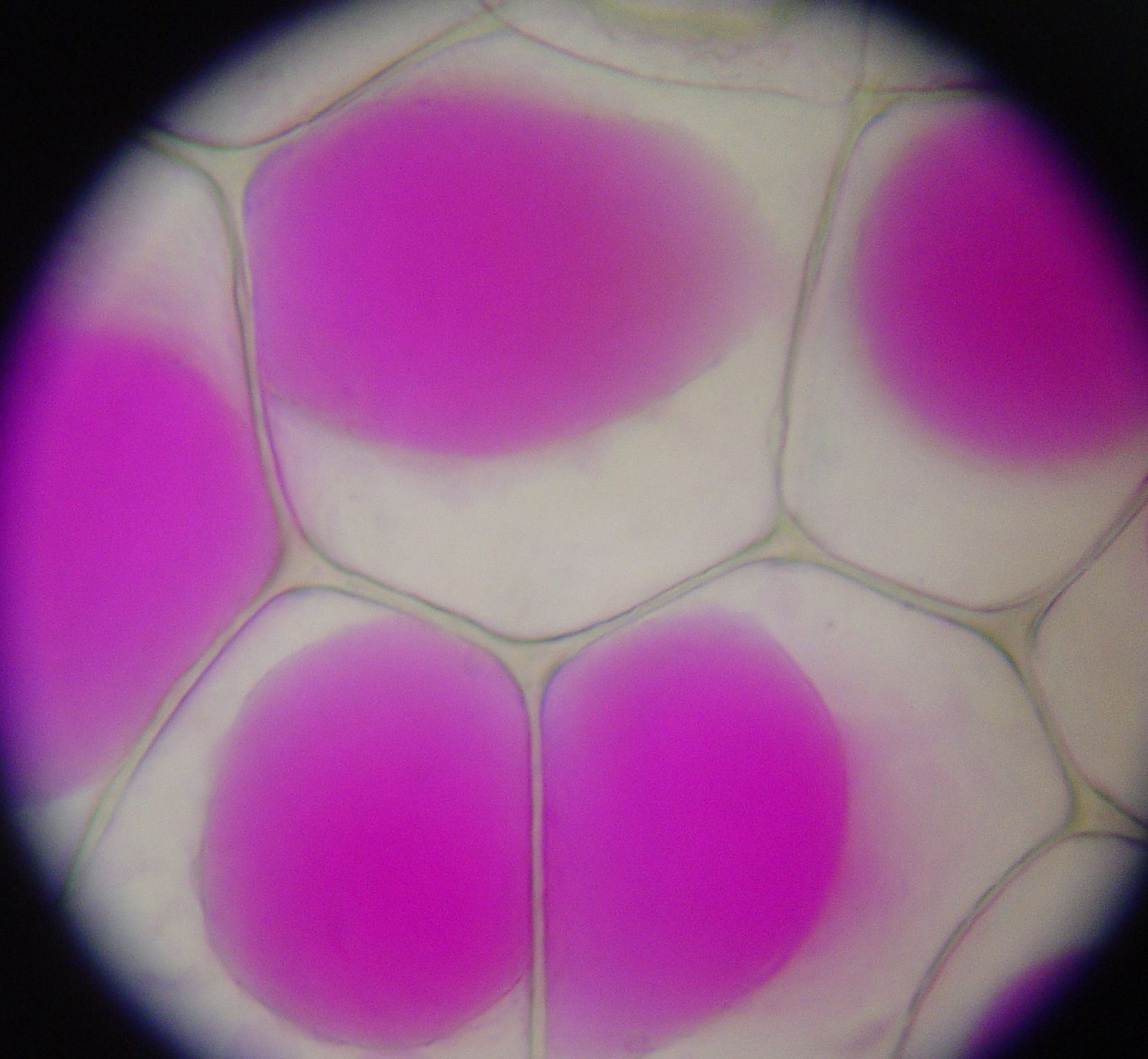
Plazmolýza

Nejčastěji se používá jako přípona k určitým biologickým termínům, jako je:
- cytolýza – osmotický příjem vody buňkou z okolního hypotonika
- hemolýza – rozklad červených krvinek
- plazmolýza – popraskání buňky v hypertoniku
- autolýza – samovolný rozklad (např. proteinů v průběhu dekompozice).
- hydrolýza – Hydrolýza je rozkladná reakce, při které se spotřebovává voda (při každém kroku jedna molekula); např. celulóza se při hydrolýze štěpí na kratší řetězce – až na monomery. Patří do skupiny solvolytických reakcí.
- trombolýza neboli fibrinolýza je proces rozpadu krevní sraženiny (trombu).

Lytický cyklus u virů je takový, při němž viry způsobují destrukci buňky.